# Canal Jorge VI

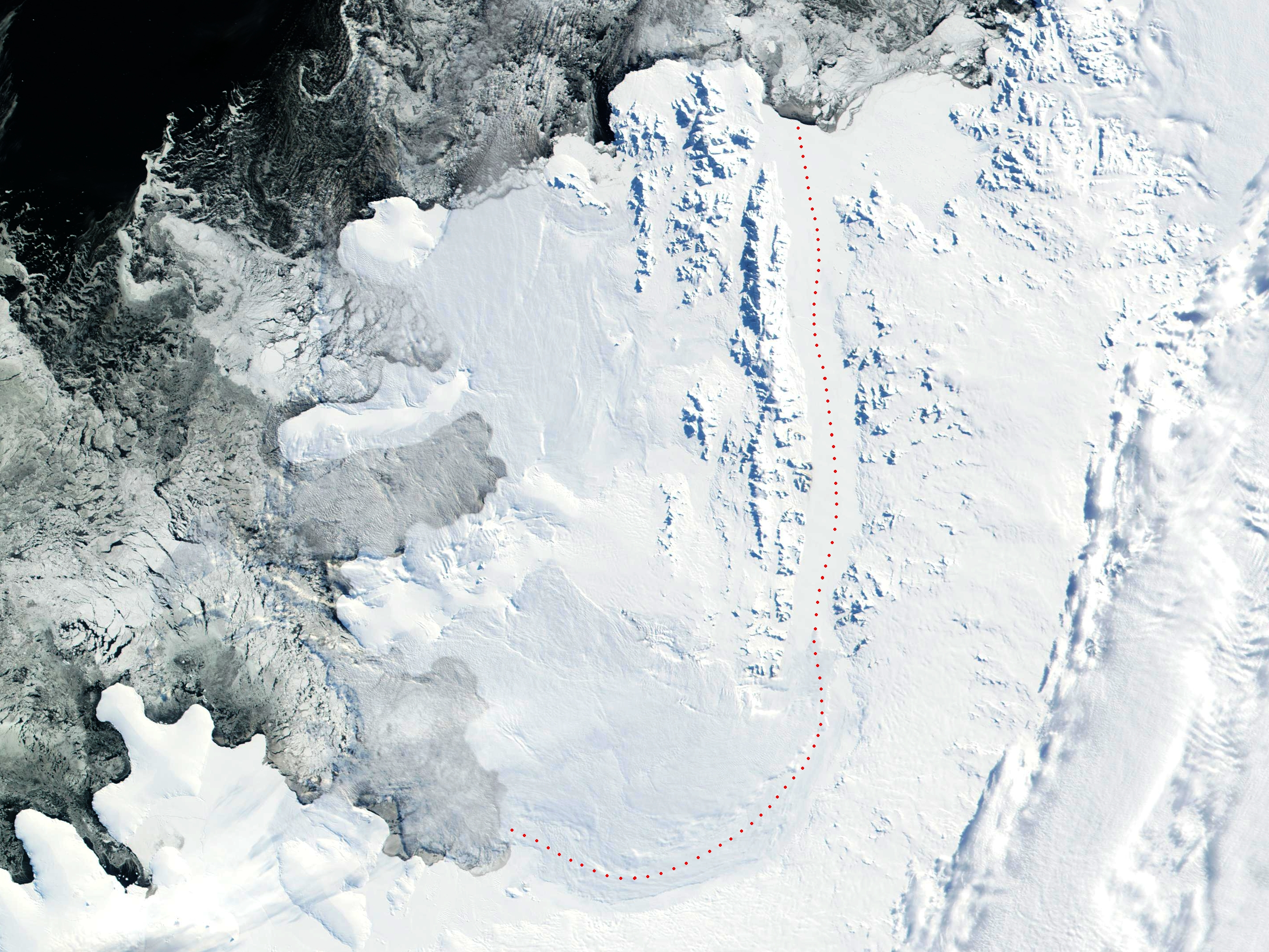
Vista de la Isla Alejandro.

El canal Jorge VI, denominado por Argentina Canal Presidente Sarmiento, es un canal de 483 km de longitud con forma de letra J, que bordea las costas este y sur de la isla Alejandro I, separándola de la península Antártica y de la costa Robert English. Se localiza en 71°00′S 68°00′O / -71.000, -68.000. Su entrada se abre sobre bahía Margarita entre los cabos Brown y Jeremy. Está mayoritariamente cubierto por la barrera de hielo Jorge VI cuyo hielo varía de unos 24 km a más de 64 kilómetros de ancho. Presenta aguas libres de barrera de hielo solamente en una extensión de 30 millas náuticas a partir de su entrada norte.
El canal fue descubierto por Lincoln Ellsworth, quien voló sobre él en 1935. El canal Jorge VI fue explorado por la Expedición Británica a la Tierra de Graham (BGLE) en 1936-1937 y por el Servicio Antártico de Estados Unidos (USAS) en 1940. Jorge VI fue bautizado por comandante John Rymill, líder de la BGLE, en honor a  Jorge VI,  rey del Reino Unido de Gran Bretaña e Irlanda del Norte.